# تيريل ستوجلين
تيريل ستوجلين (بالإنجليزية: Terrell Stoglin)‏ مواليد 10 نوفمبر 1991 في توسون، هو لاعب كرة سلة محترف أمريكي بدأ مسيرته الاحترافية في سنة 2012 يلعب مع فريق الحكمة اللبناني كلاعب هجوم خلفي ويحمل الرقم 12. يبلغ طوله 6 قدم 1 بوصة (1.9 م). لعب مع عدة فرق مثل شوليه باسكت، بالاكانسترو فاريزي والحكمة اللبناني.

## روابط خارجية
- تيريل ستوجلين على موقع كرة السلة الأوروبية.كوم (الإنجليزية)
- تيريل ستوجلين على موقع DraftExpress.com (الإنجليزية)
- تيريل ستوجلين على موقع كلية كرة السلة في سبورتس رفرنس.كوم (الإنجليزية)
- تيريل ستوجلين على موقع ريلجم (الإنجليزية)
- تيريل ستوجلين على موقع بروبوليرز (الإنجليزية)
- تيريل ستوجلين على موقع سبورتس رفرنس (الإنجليزية)